# باد، ابر و باران
باد، ابر و باران (کره‌ای: 바람과 구름과 비; لاتین‌نویسی اصلاح‌شده: Baramgwa Gureumgwa Bi) مجموعهٔ تلویزیونی محصول کره جنوبی سال ۲۰۲۰ با بازی پارک شی هو، کو سونگ هی، سونگ هیوک و جون کوانگ ریول است. این مجموعه بر پایهٔ رمانی به نام باد، ابرها و سنگ قبر به نویسندگی لی بیونگ جو است و از ۱۷ مه تا ۲۶ ژوئیه ۲۰۲۱، روزهای شنبه و یکشنبه ساعت ۲۲:۵۰ (کی‌اس‌تی) از تی‌وی چوسان برای ۲۱ قسمت پخش شد.

## بازیگران

### اصلی
- پارک شی هو در نقش چوی چون جونگ، بهترین فالگیر چوسان
  - کانگ ته وو در نقش جوانی چوی چون جونگ
- کو سونگ هی در نقش شاهدخت لی بونگ ریون، دختر شاه چول‌جونگ
  - هونگ سونگ-هی در نقش جوانی شاهدخت لی بونگ ریون
- جون کوانگ ریول در نقش لی ها اونگ، شاهزاده هیونگسان، پدر گوجونگ و یک خانوادهٔ سلطنتی جاه طلب
- سونگ هیوک در نقش چه این کیو؛ پسرخواندهٔ قبیلهٔ جانگ‌دونگ کیم و دوست چوی چون جونگ